# Emelie Forsberg
Emelie Tina Forsberg (Sollefteå, Suecia, 11 de diciembre de 1986) es una atleta sueca especializada en el skyrunning, en carreras de montaña, trail running y en esquí de montaña. Es la campeona mundial del Skyrunner World Series de 2014.
Creció en Harnosand, pero vive desde 2011 en Tromsø, Noruega. Llevó a cabo su primera carrera de montaña en 2010, comenzó en 2012 a competir a nivel de deportista de élite internacional, y rápidamente alcanzó el éxito. Ha ganado diversos Campeonatos del Mundo de skyrunning de largas distancias.

## Méritos
- 1:a Dolomites Skyrace 2012, 2013
- VM-Guld Skyrunner World Series 2012
- 1:a Zegama-Aizkorri Maraton 42 km, 2013
- 1:a Ice Trail Tarentaise 65 km, 2013
- 1:a Transvulcania 80 km, 2013
- 1:a Trans d'Havet 2013, 2014
- 1:a Matterhorn Ultraks 46 km, 2013
- 2:a Diagonale des Fous 161 km, 2013
- EM-Guld Skyrunning 2013
- EM-Guld Ultra Skyrunning 2013
- EM 2:a i Vertikal kilometer
- VM-Guld Ultra SkyMarathon 80 km, 2014
- 1:a Transvulcania 73,3 km, 2015